# Lago (Allande)
Lago (en eonaviego, Llago) es un lugar y  una parroquia del concejo asturiano de Allande, en España. 
En los 33,91 km² de extensión de la parroquia habitan un total de 26 personas (2011), repartidos entre las 8 poblaciones que forman la parroquia.
El lugar de Lago está habitado por 5 personas. Está situado a 885 metros de altitud, en la ladera derecha del pico Lago, junto al río Ouro, a 20 kilómetros de la capital del concejo, Pola de Allande. Su iglesia parroquial es de una sola nave, con cabecera cuadrada y capilla lateral. Su espadaña es del siglo XVIII y su campana del XVI. Como es habitual en muchas de las iglesias de la zona, al lado de ella hay un tejo, árbol sagrado para los celtas. Este presenta unas espectaculares dimensiones de 9 metros de altura y 5,5 metros de diámetro y está considerado como monumento natural.

## Poblaciones
Según el nomenclátor de 2023, la parroquia comprende las poblaciones de:
- Armenande (aldea)
- Carcedo de Lago (Carcedo, lugar)
- Castanedo (Castaedo, lugar)
- Lago (Llago, lugar)
- Montefurado (Montefurao, casería)
- San Pedro (casería)
- Villar de Castanedo (El Villar, aldea)
- Villardejusto (Villardexusto, casería)